# デューロン
デューロン (DURON)は、合成樹脂素材。通常のポリウレタンと比較して有害な溶剤を約95％除去し、環境に配慮した新製法で作られた。表面はゴムに似たマットな質感で、高い耐水性を持つ。また、ひっかきにも強く傷がつきにくいほか、通常のポリウレタンと比較して高い強度と耐加水分解性能を併せ持つ。

## 使用例
鞄や小物など耐水性が必要とされる商品に使用されている。